# Deutsche Rechtschreibung im späten 19. Jahrhundert
Im 19. Jahrhundert gab es noch keine für den gesamten deutschen Sprachraum verbindliche Rechtschreibung. 1876 fand die I. Orthographische Konferenz statt, auf der richtungweisende Beschlüsse zur Reform und Vereinheitlichung der deutschen Rechtschreibung gefasst wurden. Deren Umsetzung war jedoch schwierig, nicht zuletzt wegen prominenten Widerstands (u. a. Reichskanzler Otto von Bismarck) gegen die beschlossenen Neuerungen. So wichen die in den nächsten Jahren erlassenen Schulverordnungen Österreichs, Bayerns und Preußens deutlich voneinander ab. Das ab 1880 in mehreren Auflagen erschienene Wörterbuch Konrad Dudens jedoch gewöhnte die Öffentlichkeit an die 1876 favorisierten Schreibweisen. So konnte die Orthographische Konferenz von 1901 endlich den meisten Beschlüssen von 1876 allgemeine Gültigkeit verschaffen und sogar darüber hinausgehen.

## Die Rechtschreibung der vierten Auflage des Duden (1893)

### Th
Folgende sieben ursprünglich deutschen Wörter mussten mit „th“ geschrieben werden:
Thal, Thon, Thor (der und das), Thran, Thräne, thun und Thür
sowie deren Ableitungen.
Beispiel: Thaler, thönern, thöricht, thranig, thränen, thätig, Unterthan
Weitere Wörter und deren Ableitungen konnten mit „th“ oder „t“ geschrieben werden, wobei die Schreibweise mit „t“ favorisiert wurde:
Thau/Tau, Thee/Tee, Theer/Teer, Theil/Teil, theuer/teuer, Thibet/Tibet, Thier/Tier

### Der F-Laut und ph
Es gab auch ursprünglich deutsche Wörter mit ph:
Epheu, Rudolph, Westphalen
In „vollständig eingebürgerten“ Fremdwörtern stand auch ph:
Elephant, Elphenbein, Phasan und Sopha
Diese Schreibweisen waren aber schon 1895 veraltet und als solche nur noch teilweise im Duden aufgenommen.

### C
Der Buchstabe C stand in vielen Fremdwörtern, aber inkonsequent:
Accent, Accord, Accusativ, cedieren, Centimeter, Cession, Citat, Cylinder usw.
Dagegen wurden folgende Fremdwörter mit K geschrieben:
Adjektiv, Kommerz, Kommission, Korrektur usw.
Beide Schreibweisen waren z. B. erlaubt bei:
Casus/Kasus, Cement/Zement, Censur/Zensur, Centrum/Zentrum, Concept/Konzept, Concert/Konzert, Corpus/Korpus usw.

### Weitere wichtige Wörter mit abweichender Schreibung
- Litteratur (in Bayern: Literatur)
- Wage (heute: Waage)

### Über die S-Laute
Wo die Rechtschreibung ein einfaches oder doppeltes s fordert (also kein ß), schreibe man in der Regel ſ.
Beispiel: ſehen, Vaſe, wachſen, Erbſe; Waſſer, ich laſſ’ (aber: Laß das!); Drechſler  (wegen drechſeln), Baſler (wegen Baſel).
Am Wort- und Silbenauslaut schreibe man s.
Beispiel: das, was, Haus, Wachs; Dresden, Potsdam, Weihnachtsmann.
Für die Verbindung des S-Lautes mit anderen Konsonanten gilt Folgendes.
Vor t und p steht in der Regel ſ.
Beispiel: faſten, Knoſpe, Kiſte, Pfoſten, Haſt, Luſt, Roſt, er lieſt, reiſt, toſt, Haſpe, Weſpe, Riſpe, knuſpern; aber: Wachstuch, Weihnachtstanne (da Silbenauslaut)
Ebenso in Fremdwörtern.
Beispiel: Diſtanz, Deſpot.
s steht im Silbeninlaut vor k.
Beispiel: grotesk, brüsk.
Nur bei Zusammensetzungen, deren erster Teil auf s ausgeht und leicht als ein selbständiger Bestandteil der Zusammensetzung erkennbar ist, bleibt dieses s auch vor t und p.
Beispiel: distribuieren, disputieren, transportieren.
Dagegen: abſtrakt, abſtrus, Abſtinenz, Aſphalt.
Bei „tranſpirieren“ und ähnlichen ist das s des ersten Bestandteils (trans) vor dem ſ des zweiten (ſpirieren) ausgefallen.
In Verbindung mit einem zweiten s steht immer ſſ, wenn kein ß stehen muss.
Beispiel: weſſen, Diſſonanz (obwohl dis + ſonanz).
Ein s kann niemals doppelt auftreten.
ſ bleibt auch bei der Worttrennung am Zeilenende erhalten.
Beispiel: Waſ-ſer, weſ-ſen.
Vor anderen Konsonanten als p, ſ und t gehört der S-Laut in der Regel zur ersten Silbe und wird daher mit s bezeichnet.
Beispiel: Maske, Boskett, Rekonvalescent, Diskus
Ist aber aus der Etymologie oder den Lautgesetzen erkennbar, dass der S-Laut zur zweiten Silbe gehört, so schreibt man ihn auch hier mit ſ
Beispiel: proſkribieren, obſkur.

### Zusammentreffen dreier gleicher Konsonanten
Nach der preußischen Regel schreibt man:
dennoch, Dritteil, Mittag, Brennessel, Schiffahrt
In allen übrigen Wörtern, in welchen durch Zusammensetzung drei gleiche Konsonanten zusammentreffen, behaupten alle drei ihren Platz.
Beispiel: Betttuch, Schwimmmeister
Das bayerische Regelbuch schreibt vor, dass in allen Wörtern, in denen durch Zusammensetzung drei gleiche Konsonanten zusammenstoßen würden,  einer auszulassen sei.
Beispiel: Schalloch, Bettuch, Kammacher
aber: Rückkehr, Schutzzoll

### Über die Worttrennung am Zeilenende
Für die Worttrennung am Zeilenende lautet die Hauptregel: Man trennt nach Sprechsilben, d. h. nach der Aussprache, nicht nach der Ableitung.
Beispiel: lie-ben, nicht lieb-en; En-dung, nicht End-ung.
Abweichend von dieser Regel werden zusammengesetzte Wörter nach ihren Bestandteilen zerlegt, auch wenn diese Teilung der Aussprache nicht gemäß ist
Beispiel: war-um, vor-aus, her-ein, be-ob-ach-ten, voll-enden, Inter-esse, Atmo-sphäre, Mikro-skop, Di-stinktion, Dis-put.
Als besondere Regeln merke man:
1. Steht nur ein Konsonant zwischen zwei Vokalen, so kommt er, wenn nicht, wie in den obigen Beispielen her-ein, Inter-esse etc., Zusammensetzung vorliegt, immer auf die zweite Zeile.
Beispiel: tre-ten, le-sen, nä-hen, bü-ßen
Die Konsonantenverbindungen, welche nur einen Laut bezeichnen: ch, sch, ph, th, können nicht getrennt werden und kommen daher ebenfalls auf die zweite Zeile
Beispiel: Bräu-che, lö-schen, Or-thogra-phie
Ebenso ist dt zu behandeln, wo es nur einen Laut bildet
Stä-dte, Verwan-dte
2. Stehen mehrere Konsonanten im Inlaut, so kommt der letzte auf die zweite Zeile
Beispiel: här-ten, Las-ten (auch Laſ-ten), Was-ser, klop-fen, Ach-sel, An-ker, Fin-ger, Hoffnun-gen
ck wird in k-k aufgelöst:
hak-ken
Steht vor pf noch ein r oder m, so gehört pf zur zweiten Zeile
däm-pfen, Kar-pfen
Ebenso steht nach vorhergehenden Konsonanten st auf der zweiten Zeile
Für-sten, gün-stig, schwül-stig
(Trenne nie S und T, denn es tut ihnen furchtbar weh!
ST wird nicht getrennt, auch wenn das ganze Schulhaus brennt!)
Bayern und Württemberg lassen pf, Bayern auch sp, st, ck und ß stets ungetrennt auf die zweite Zeile treten. Beide lassen ng stets ungetrennt auf der ersten Zeile
Fing-er, Hoffnung-en

### Über den Bindestrich
(nach dem preußischen Regelbuch)
Wird ein zu mehreren aufeinander folgenden Zusammensetzungen gehörendes Wortglied nur einmal gesetzt, so tritt an den übrigen Stellen statt seiner ein Bindestrich ein.
Beispiel: Feld- und Gartenfrüchte, Vokallänge und -kürze (in diesem Falle wird klein weitergeschrieben)
Der Bindestrich tritt außerdem ein
- in Zusammensetzung von Eigennamen und in Adjektiven, welche von solchen gebildet sind

Jung-Stilling, Reuß-Greiz, niederschlesisch-märkische Eisenbahn
- in unübersichtlichen Zusammensetzungen

Oberlandesgerichts-Präsident, Staatsschuldentilgungs-Kommission, das Für-sich-selbst-sein
Anmerkung: Auch sonst lässt es zuweilen die Rücksicht auf die Deutlichkeit der Schrift wünschenswert erscheinen, den Bindestrich zu gebrauchen.
Beispiel: Schluss-s, Dehnungs-h, Erd-Rücken zum Unterschied von Erdrücken u. ä.

### Über den Apostroph
(nach dem preußischen Regelbuch)
- Wenn Laute, die man gewöhnlich bezeichnet, unterdrückt werden, so bezeichnet man in der Schrift ihre Stelle durch einen Apostroph.

Ich lieb’ ihn. Das leid’ ich nicht. Heil’ge
Jedoch ist in der gewöhnlichen prosaischen Darstellung eine solche Verstümmelung der Wortform zu vermeiden, ausgenommen etwa im Pronomen „es“
ist’s, geht’s
Wenn die Präposition mit dem von ihr regierten Artikel verschmolzen wird, gebraucht man den Apostroph nicht
am, beim, unterm, zum, ans, aufs, ins
- Bei Eigennamen ist es nicht erforderlich, das s des Genitivs durch einen Apostroph abzutrennen

Ciceros Briefe, Schillers Gedichte, Homers Ilias
Hingegen wird bei Eigennamen, welche den Genitiv auf s nicht bilden können, das Rektionsverhältnis durch den Apostroph bezeichnet
Voß’ Louise, Demosthenes’ Reden

### Über das Trema
Ä, Ö, Ü statt Ae, Oe, Ue
Tremata werden in der deutschen Schrift nur ganz vereinzelt angewendet. Sie sind nur dann zulässig, um Missverständnisse auszuschließen. Sie sind nie zur Trennung zwischen a und e, o und e, u und e anzuwenden, auch nicht am Anfang großgeschriebener Wörter. Hier wird der Umlaut nach den amtlichen Regelbüchern statt durch Ae, Oe, Ue nur noch durch Ä, Ö, Ü bezeichnet; Ae, Oe, Ue muss stets zweisilbig sein, und es kann z. B. Aeronaut nur viersilbig gelesen werden.
Auch sonst wendet man das Trema nur an, wenn der unrichtigen Aussprache vorgebeugt werden soll, etwa in Aï (Faultier) oder Alëuten, nicht aber bei Rhomboid, Atheist. In amtlichen Regelbüchern wird das Trema nicht geregelt.

### Kommaregeln
Der Duden von 1893 macht zu Kommaregeln keine Aussage; da diese in der Reform der deutschen Rechtschreibung von 1901 aber nicht geändert wurden, können die Regeln aus dem Duden von 1919 verwendet werden.